# NGC 6472
NGC 6472 (другие обозначения — NPM1G +67.0154, PGC 2703230) — галактика в созвездии Дракон.
Этот объект входит в число перечисленных в оригинальной редакции «Нового общего каталога».